# كيث سينيور
كيث سينيور (بالإنجليزية: Keith Senior)‏ هو لاعب دوري الرغبي بريطاني، ولد في 24 أبريل 1976 في هدرسفيلد في المملكة المتحدة.